# Shispare
El Shispare, també anomenada Shispare Sar o Shisparé Sar és una muntanya de la Batura Muztagh, una serralada secundària del gran massís del Karakoram, al Pakistan. Amb els seus 7.611 metres és la 38a muntanya més alta de la Terra. El Shispare es troba a l'est de la Paret Batura, que és la part més alta de la Batura Muztagh i es troba envoltat pel riu Hunza pel sud-oest, oest i nord-oest.
Aquest cim destaca pel gran desnivell que hi ha des de la vall fins al cim. Així, des de la veïna població de Karimabad, situat a tan sols 2.060 msnm, a la vall d'Hunza, hi ha més de 5.500 metres fins al cim en tan sols 13 km de distància. En estar prop de l'extrem de la Batura Muztagh el cim presenta llargues arestes en tres direccions (nord, est i sud). La cara nord és extremada vertical.

## Ascensions
La serralada del Batura Muztagh començà a escalar-se més tard que en d'altres serralades del Karakoram. El Shispare fou el primer cim important d'aquesta serralada en ser escalat amb èxit el 1974, per l'Expedició Acadèmica Polonesa-Alemanya, tota el lideratge de Janusz Kurczab. Després de 35 dies a la muntanya van fer el cim, tot i que patiren la mort d'un dels seus membres. Seguiren una ruta a través de la glacera de Pasu i l'aresta sud-est.
El 1989 una expedició japonesa intentà el cim sense èxit. El 1994, una nova expedició japonesa aconseguí coronar el cim per segona vegada. Van seguir la mateixa ruta que l'expedició de 1974.